# My Ship (альбом)
| Оценки критиков                     | Оценки критиков |
| Источник                            | Оценка          |
| ----------------------------------- | --------------- |
| AllMusic                            | [ 1 ]           |
| Encyclopedia of Popular Music       | [ 2 ]           |
| The Rolling Stone Jazz Record Guide | [ 3 ]           |

My Ship — студийный альбом американской певицы Аниты О’Дэй, выпущенный в 1975 году на японском лейбле Trio Records. Это был один из череды альбомов, записанных и выпущенных певицей во время пребывания в Японии в 1970-х.
В США альбом был издан в усечённом виде: в 1977 году под названием Anita O’Day на лейбле Dobre Records и в 1979 году на лейбле Emily Records.

## Список композиций

### My Ship(Trio, 1975)
1. «Satin Doll» (Дюк Эллингтон, Джонни Мерсер, Билли Стрейхорн) — 2:19
2. «Mean to Me» (Фред Э. Алерт, Рой Терк) — 3:34
3. «Why Shouldn’t I?» (Коул Портер) — 2:12
4. «Body and Soul» (Фрэнк Эйтон, Джонни Грин, Эдвард Хейман, Роберт Саур) — 4:16
5. «My Ship» (Айра Гершвин, Курт Вайль) — 2:42
6. «Our Love Is Here to Stay» (Джордж Гершвин, Айра Гершвин) — 4:28
7. «After You’ve Gone» (Генри Кример, Тернер Лейтон) — 3:30
8. «A Nightingale Sang in Berkley Square» (Эрик Машвиц, Мэннинг Шервин) — 2:44
9. «The Man I Love» (Джордж Гершвин, Айра Гершвин) — 3:19
10. «Penthouse Serenade (When We’re Alone)» (Энди Разаф, Фэтс Уоллер) — 3:55
11. «Come Rain or Come Shine» (Гарольд Арлен, Джонни Мерсер) — 3:54
12. «The Days of Wine and Roses» (Генри Манчини, Джонни Мерсер) — 2:45

### Anita O’Day(Dobre, 1977)
1. «Our Love Is Here to Stay» (Джордж Гершвин, Айра Гершвин) — 4:28
2. «Come Rain or Come Shine» (Гарольд Арлен, Джонни Мерсер) — 3:54
3. «The Man I Love» (Джордж Гершвин, Айра Гершвин) — 3:19
4. «After You’ve Gone» (Генри Кример, Тернер Лейтон) — 3:30
5. «Body and Soul» (Фрэнк Эйтон, Джонни Грин, Эдвард Хейман, Роберт Саур) — 4:16
6. «The Days of Wine and Roses» (Генри Манчини, Джонни Мерсер) — 2:45
7. «A Nightingale Sang in Berkley Square» (Эрик Машвиц, Мэннинг Шервин) — 2:44
8. «Why Shouldn’t I?» (Коул Портер) — 2:12

### My Ship(Emily, 1979)
1. «My Ship» (Айра Гершвин, Курт Вайль) — 2:42
2. «Our Love Is Here to Stay» (Джордж Гершвин, Айра Гершвин) — 4:28
3. «Come Rain or Come Shine» (Гарольд Арлен, Джонни Мерсер) — 3:54
4. «The Man I Love» (Джордж Гершвин, Айра Гершвин) — 3:19
5. «After You’ve Gone» (Генри Кример, Тернер Лейтон) — 3:30
6. «Body and Soul» (Фрэнк Эйтон, Джонни Грин, Эдвард Хейман, Роберт Саур) — 4:16
7. «The Days of Wine and Roses» (Генри Манчини, Джонни Мерсер) — 2:45
8. «A Nightingale Sang in Berkley Square» (Эрик Машвиц, Мэннинг Шервин) — 2:44
9. «Why Shouldn’t I?» (Коул Портер) — 2:12

## Участники записи
- Бас-гитара — Джордж Морроу
- Вокал — Анита О’Дэй
- Ударные — Джон Пул
- Фортепиано — Меррилл Гувер